# Ліхтентанне
Ліхтентанне (нім. Lichtentanne) — громада в Німеччині, розташована в землі Саксонія. Входить до складу району Цвікау.
Площа — 27,33 км2. Населення становить 6260 ос. (станом на 31 грудня 2020).